# Стара Чекаєвка
Стара Чека́євка (рос. Старая Чекаевка, ерз. Старая Чекаевка) — присілок у складі Лямбірського району Мордовії, Росія. Входить до складу Берсеневського сільського поселення.

## Населення
Населення — 77 осіб (2010; 65 у 2002).
Національний склад (станом на 2002 рік):
- росіяни — 88 %